# Marta Siwka
Marta Siwka (24 de junio de 1986) es una jugadora profesional de voleibol polaca, juego de posición líbero. 

## Palmarés

### Clubes
Campeonato de la Primera Liga Femenina de Polonia:
- 2006, 2012
- 2009, 2016

Campeonato de Rumania:
- 2015